# Piovaticci
Piovaticci va ser una empresa italiana fabricant de motocicletes, especialitzada en les de velocitat, que va néixer el 1973 de la col·laboració entre el pilot Eugenio Lazzarini i l'empresari de Pesaro Egidio Piovaticci.

## Història

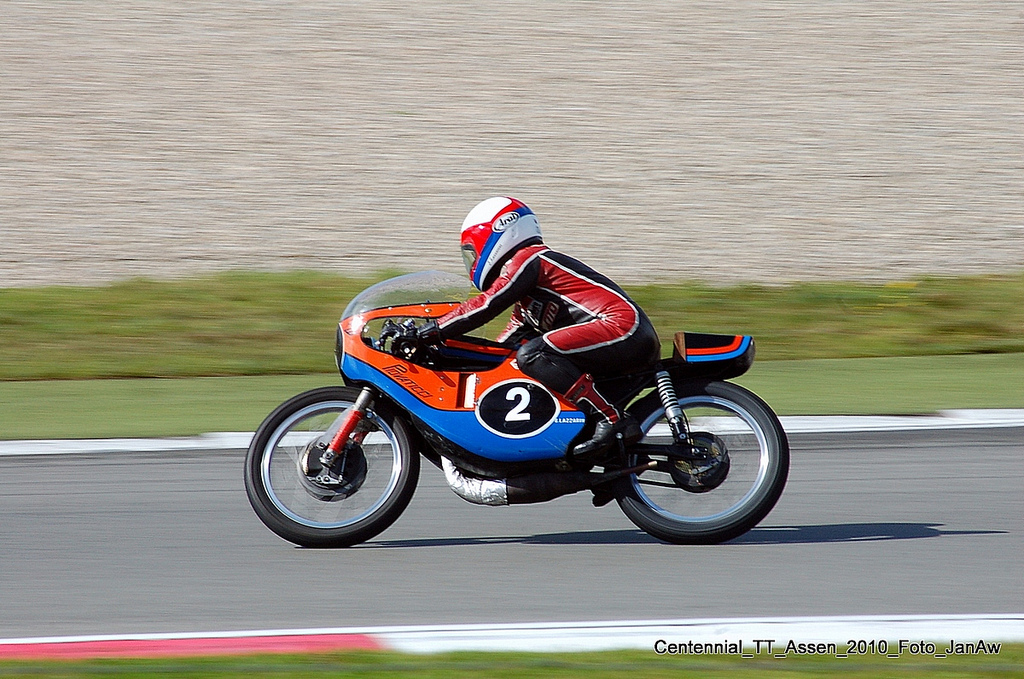
Eugenio Lazzarini amb la seva antiga Piovaticci 125 el 2010

Egidio Piovaticci va adquirir experiència al mundial de motociclisme la temporada de 1972 tot finançant l'activitat esportiva d'Eugenio Lazzarini. Aquell any, el pilot, també de la regió de les Marques, corria a la categoria de 125cc amb una moto artesanal, equipada amb un motor Maico modificat i un xassís fet al taller familiar, que gestionava amb el seu germà Enzo.
La temporada següent, Piovaticci va augmentar el seu compromís econòmic i va fer muntar un nou taller com a departament de curses dins la seva empresa; fou aleshores quan la motocicleta va ser rebatejada amb el seu nom. L'augment de recursos van permetre nous èxits: Lazzarini va guanyar el campionat d'Itàlia de 125cc Sènior i va acabar cinquè al campionat del món, amb una victòria al Gran Premi dels Països Baixos. També es va començar a treballar en la creació d'una 250cc bicilíndrica, però la moto va quedar abandonada després d'algunes aparicions.
El 1974 va ser magre en resultats; Piovaticci i Lazzarini, decidits a fer un avenç tècnic, van contactar llavors amb els dos especialistes neerlandesos Jan Thiel i Martin Mijwaart, els creadors de la Jamathi 50cc. Tots dos van passar a l'equip italià i van crear una innovadora Piovaticci 50cc per a la temporada següent, 1975. Amb aquesta moto, equipada amb llandes d'aliatge de magnesi i un bastidor monocasc, Lazzarini va guanyar el Gran Premi de Suècia i va quedar subcampió del món de 50cc el 1975. Al campionat d'Itàlia, però, va perdre el títol de 50cc Sènior per només un punt. Paral·lelament, Thiel i Mijwaart també van dissenyar una nova bicilíndrica de 125cc que va debutar al Gran Premi dels Països Baixos. Al final de la temporada, Lazzarini va quedar en cinquena posició final al campionat del món de 125cc.
Malauradament, el departament de curses de Piovaticci va deixar de funcionar a finals de 1975 per problemes econòmics. Bultaco es va fer càrrec de les motos i va contractar Jan Thiel i Martin Mijwaart, que van desenvolupar encara més el projecte de la 50cc, ara rebatejada com a Bultaco TSS Mk2. Aquesta moto va guanyar quatre títols mundials els anys següents a mans d'Ángel Nieto i Ricardo Tormo. Eugenio Lazzarini va continuar la seva carrera amb altres marques i va continuar produint bastidors amb el seu germà Enzo.

## Models construïts
- Piovaticci 125 monocilíndrica (motor Maico)
- Piovaticci 250 bicilíndrica
- Piovaticci 50
- Piovaticci 125 bicilíndrica